# Механика твёрдого тела
Механика твёрдого тела — раздел теоретической механики, посвящённый изучению различных аспектов движения твёрдого тела — механического объекта, расстояние между любыми двумя точками которого остаётся неизменным во всё время движения.
В механике твёрдого тела выделяют такие разделы, как
- Статика твёрдого тела
- Кинематика твёрдого тела
- Динамика твёрдого тела

В механике твёрдого тела различают, в частности, следующие задачи:
- Задача о свободном движении твёрдого тела
- Задача о движении твёрдого тела вокруг неподвижной точки
- Задача о движении твёрдого тела в жидкости
- Задача о движение твёрдого тела в потоке газа
- Задача о движении твёрдого тела, соприкасающегося с поверхностью
- Задача об орбитальном движении твёрдого тела